# ذمقلت

تعديل مصدري - تعديل

ذمقلت هي إحدى قرى عزلة سرار بمديرية سرار التابعة لمحافظة أبين، بلغ تعداد سكانها 38 نسمة حسب تعداد اليمن لعام 2004.